# Óscar Hahn
Óscar Arturo Hahn Garcés (Iquique, 5 de julio de 1938) es un poeta, ensayista, crítico literario y profesor chileno perteneciente a la generación literaria del 60.

## Biografía
Hijo de Ralph Hahn Valdés y Enriqueta Garcés Sánchez, perdió a su padre muy temprano: tenía apenas cuatro años cuando este falleció.
Sus primeros pasos en la poesía se remontan a su adolescencia en Rancagua. Tras una ironía de amor durante una relación de infancia, se siente impulsado a escribir. Publicó su primer libro, Esta rosa negra, en 1961.
Hahn realizó sus estudios de educación primaria y secundaria en el Colegio Salesiano Don Bosco y en el Liceo de Hombres, ambos de Iquique, ciudad en la que vivió hasta los trece años; en el del mismo nombre de Valdivia y en el Óscar Castro de Rancagua.
Ingresó a Pedagogía en la Universidad de Chile, sede Arica (actual Universidad de Tarapacá), donde se tituló de profesor de castellano. A los veintiún años obtiene su primer premio, al que seguirán otros.
En 1971 viajó a Iowa en el marco del Programa Internacional de Escritores, donde realizó al mismo tiempo un magíster en literatura. Regresó dos años más tarde y enseñó brevemente en su alma mater; después del golpe militar del 11 de septiembre de 1973 fue encerrado en la Cárcel Pública de Arica, experiencia que relatará más tarde el escritor Jorge Edwards en su novela La mujer imaginaria.
Cuando recuperó su libertad, optó por refugiarse en la casa de sus suegros, en Los Vilos; desde allí, postuló exitosamente a un doctorado en la Universidad de Maryland, donde estuvo hasta 1977, cuando se convierte en profesor de Literatura Hispánica en la Universidad de Iowa, donde residió hasta 2008. Entre 1978 y 1988 fue colaborador de Handbook of Latin American Studies de la Biblioteca del Congreso de Estados Unidos.
Es miembro correspondiente por Estados Unidos de la Academia Chilena de la Lengua (2011) y miembro del consejo de la Fundación Vicente Huidobro.
Mal de amor, publicado en Chile en 1981, fue el único libro de poemas prohibido durante la dictadura militar después de estar impreso y distribuido. Según The Washington Post, «uno de los poemas tenía un verso que, por decisión del gobierno, era irrespetuoso hacia la Virgen María, y el editor fue notificado de que no podría distribuir el libro». El mismo siempre ha considerado inexplicable aquella censura. "Los periodistas siempre me preguntan cuál fue la razón de la prohibición y yo no sé cuál fue y eso es un misterio, de hecho no es un libro político, no tiene absolutamente nada que ver con política", señaló en 2012.
El 3 de septiembre de 2012 sus más de 50 años de trayectoria poética "de tinte existencialista, aunque también romántica", se vieron coronados con el Premio Nacional de Literatura, al que era el favorito entre 11 candidatos después de haber sido postulado en dos ocasiones anteriores.

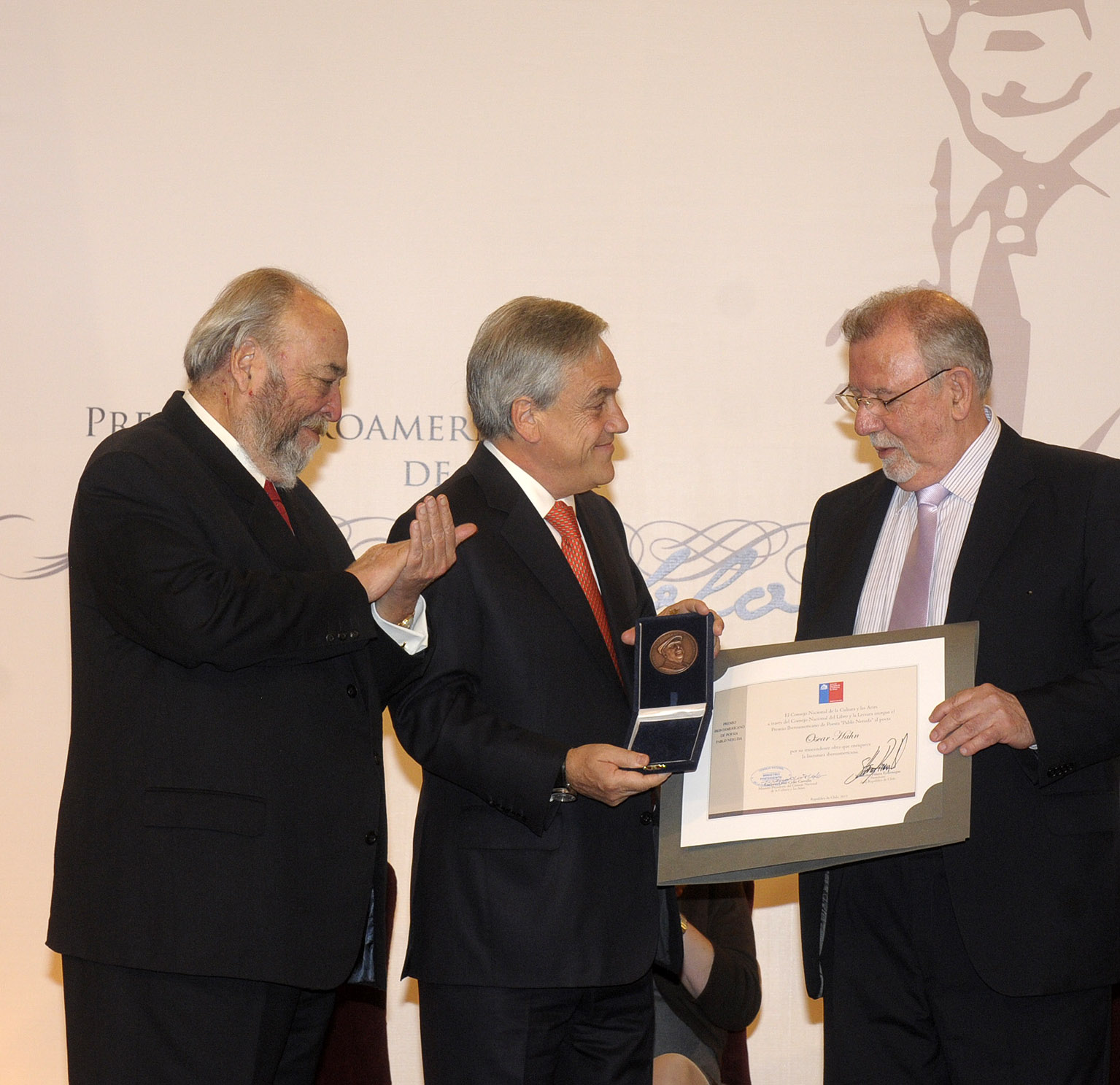
Óscar Hahn recibiendo el Premio Iberoamericano de Poesía Pablo Neruda 2011 de manos de Sebastián Piñera.

Ha sido traducido a varios idiomas, particularmente al inglés y alemán.
Hahn sufrió en 2005 una grave enfermedad en el ojo derecho, sobre la que ha dicho: "Quedé con visión doble y, según el oculista, eso no tiene arreglo. Me dio, eso sí, unos anteojos que ayudan a ver mejor, pero sólo hasta cierto punto. Bajar escaleras es una verdadera pesadilla, como lo pude comprobar recién en México cuando traté de bajar de una de las pirámides y casi me voy de cabeza. En mi vida cotidiana me limita muchísimo. Ya casi no puedo leer y tiendo a andar agarrándome de cualquier cosa cuando camino. Me he tenido que refugiar en el oído, en la música, en la radio, y evitar todo lo que sea visual. Por suerte el tacto lo tengo bien".
Si tuviera que elegir un solo poema para ser incluido en un antología, Hahn dijo en 1990: "Yo creo que seleccionaría 'Fragmentos de Heráclito al estrellarse contra el cielo' porque creo que ese poema contiene todos los temas de mi poesía y porque, además, revela mejor que otros poemas míos la condición de exiliado permanente que tiene el ser humano, con todos los elementos de creación, de destrucción. Y todo eso en un lenguaje que recoge, creo, lo mejor de la tradición del pensamiento occidental que es la de Heráclito".

## Premios y reconocimientos

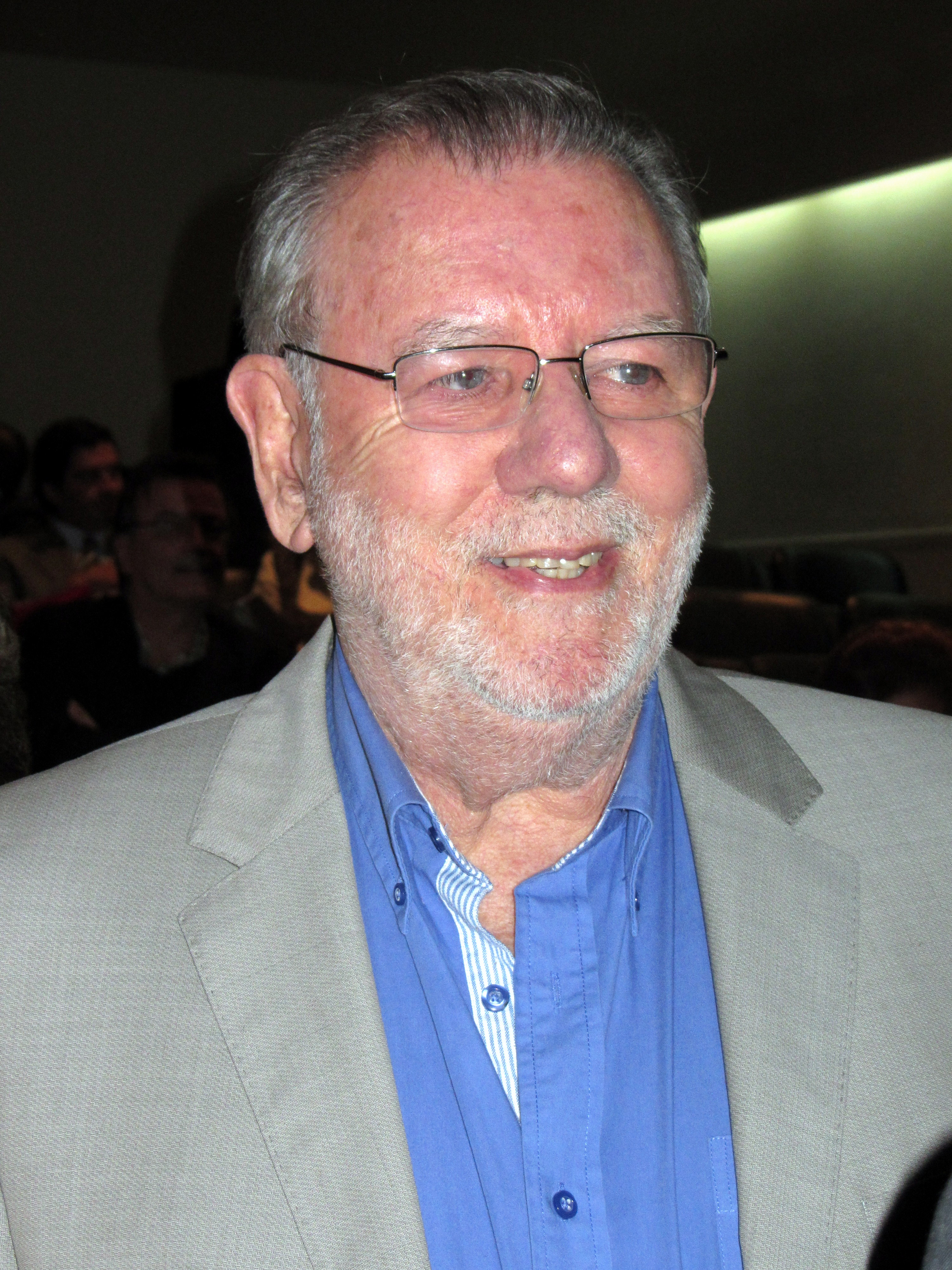
Hahn en mayo de 2013

- Premio Poesía de la Federación de Estudiantes de Chile 1959
- Premio Alerce 1961, de la Sociedad de Escritores de Chile por Esta rosa negra
- Premio Único del Primer Certamen Zonal de Poesía Nortina 1967, Universidad de Chile, exsede Antofagasta
- Premio Altazor de Poesía 2003 por Apariciones profanas
- Finalista del Premio Altazor de Poesía 2004 con Obras selectas
- Hijo Ilustre de Iquique, 2005
- Consejero perpetuo de la Casa de los Poetas de Sevilla, 2006
- Premio Casa de América de Poesía Americana 2006 por En un abrir y cerrar de ojos.[12]
- Premio de Poesía José Lezama Lima 2008 por En un abrir y cerrar de ojos
- Finalista del Premio Altazor de Poesía 2009 con Pena de vida
- Premio Iberoamericano de Poesía Pablo Neruda 2011
- Premio Altazor de Poesía 2012 por La primera oscuridad
- Premio Nacional de Literatura 2012
- Premio Loewe 2014

## Obras

### Poesía
- 1961 - Esta rosa negra, Alerce (Sociedad de Escritores de Chile)
- 1965 - Suma poética
- 1967 - Agua final, Lima: Ediciones de La Rama Florida
- 1977 - Arte de morir, Hispamérica, Buenos Aires, (reeditado por Nascimento, Santiago, 1979; Rurai, Lima, 1981; Latin American Literary Review Press, Pittsburgh, 1987; LOM, Santiago, 2000)
- 1981 - Mal de amor, Ediciones Ganymedes, Santiago; con ilustraciones de Mario Toral (reeditado por LOM en 1995 y 2007, edición de lujo, con 10 acuarelas de Toral)
- 1983 - Imágenes nucleares, Editorial América del Sur, Santiago
- 1984 - Flor de enamorados, F. Zegers, Santiago (2.º edición corregida: LOM, Santiago, 1997; col. Palimpsesto, Carmona, Sevilla, 2007)
- 1988 - Estrellas fijas en un cielo blanco, Editorial Universitaria, Santiago; con dibujos de Roser Bru. (reeditado por Melón editora en 2013, Buenos Aires)
- 1992 - Tratado de sortilegios, Hiperión, Madrid
- 1995 - Versos robados, Visor, Madrid (LOM, Santiago, 2004)
- 1996 - Antología virtual, Fondo de Cultura Económica, Santiago; con prólogo de Jorge Edwards
- 1998 - Antología retroactiva, Monte Ávila Editores Latinoamericana, Caracas
- 2001 - Poemas de amor, LOM, Santiago
- 2002 - Apariciones profanas, LOM, Santiago, 2002 / Hiperión, Madrid, 2002
- 2003 - Obras selectas, Andrés Bello, Santiago
- 2005 - Sin cuenta, antología, LOM, Santiago
- 2006 - Obra poética, Andrés Bello, Santiago
- 2006 - En un abrir y cerrar de ojos,  Visor Libros, Madrid
- 2007 - Hotel de las nostalgias, antología, Lima: Lustra editores
- 2008 - Poemas de la era nuclear, antología (1961-2008), Madrid: Bartleby Editores; con prólogo de Alexandra Domínguez
- 2008 - Pena de vida, LOM, Santiago
- 2009 - Señales de vida, antología, México, Fondo de Cultura Económica
- 2009 - Archivo expiatorio. Poesías completas 1961-2009, Madrid, Visor Libros
- 2010 - Poemas sin fronteras, antología, Santiago: Editorial Pfeiffer, Colección 33
- 2011 - La primera oscuridad, Fondo de Cultura Económica
- 2011 - Esta rosa negra y otros poemas, Editorial Pfeiffer; con prólogo de Ernesto Pfeiffer (reedición del poemario de 1961, más 27 textos posteriores que abarcan de 1967 a 2011)
- 2011 - Todas las cosas se deslizan, antología, Publicaciones Cultura, Santiago; 81 poemas escritos entre 1961 y 2011 y procedentes de 10 libros; prólogo y selección de Pedro Lastra
- 2012 - No hay amor como esta herida, antología de sus poemas eróticos; Tajamar Editores, Santiago
- 2012 - La suprema soledad, Mago Editores
- 2012 - Poesía completa (1961-2012), con prólogo de Adriana Valdés y, como epílogo, una entrevista del poeta y crítico español Francisco José Cruz; LOM, Santiago
- 2014 - Trilogía de amor, antología ilustrada con dibujos de Gustav Klimt que reúne Mal de amor (1981), Flor de enamorados (1987) y No hay amor como esta herida (2012); Catalonia, Santiago
- 2015 - Los espejos comunicantes, Visor / Fundación Loewe, Madrid
- 2016 - Poesía fundamental, selección y prólogo de Camilo Marks; editorial de la Universidad de Talca, 2016
- 2018 - La primera oscuridad y otros poemas, Visor, Madrid
- 2019 - Reencarnación de los carniceros, Visor, Madrid
- 2021 - Imágenes nucleares y otros poemas, selección y nota de Sergio Laignelet. Madrid: Cartonera del escorpión azul.

### Ensayos y otros
- 1978 - El cuento fantástico hispanoamericano en el siglo XIX, Premia Editora, México
- 1984 - Texto sobre texto, Universidad Nacional Autónoma de México, Coordinación de Humanidades, México
- 1998 - Vicente Huidobro o el atentado celeste, LOM, Santiago. Nueva edición en Visor Libros, 2018.
- 1998 - Fundadores del cuento fantástico hispanoamericano, Andrés Bello, Santiago
- 2001 - Magias de la escritura, Andrés Bello, Santiago
- 2013 - Pequeña biblioteca nocturna, más de 60 textos publicados en diferentes medios en los últimos cinco años anteriores a esta recopilación; Fondo de Cultura Económica, Santiago[13]
- 2017 - Retrato hablado, conversaciones con el periodista y poeta Mario Meléndez; Fondo de Cultura Económica, Santiago[14]
- 2018 - Palabras sin fronteras, Tajamar Editores, Santiago[15]